# Kanton Montigny-en-Gohelle
Der Kanton Montigny-en-Gohelle war von 1992 bis 2015 ein französischer Kanton im Arrondissement Lens, im Département Pas-de-Calais und in der Region Nord-Pas-de-Calais. Sein Hauptort war Montigny-en-Gohelle. Der Kanton lag im Mittel 37 Meter über Normalnull, zwischen 23 und 65 Metern. Die höchste und die niedrigste Erhebung lagen jeweils in Hénin-Beaumont.

## Gemeinden
Der Kanton bestand aus einem Teil der Stadt Henin-Beaumont (angegeben ist hier die Gesamteinwohnerzahl, im Kanton lebten etwa 9.600 Einwohner) und der Stadt Montigny-en-Gohelle:
| Gemeinde            | Einwohner Jahr | Fläche km² | Bevölkerungsdichte | Code INSEE | Postleitzahl |
| ------------------- | -------------- | ---------- | ------------------ | ---------- | ------------ |
| Hénin-Beaumont      | 26.748 (2013)  | –          | – Einw./km²        | 62427      | 62110        |
| Montigny-en-Gohelle | 10.227 (2013)  | 3,5        | 2922 Einw./km²     | 62587      | 62640        |